# Църнощица
Църнощица (на сръбски: Црноштица или Crnoštica) е село в община Босилеград, Западните покрайнини, Сърбия.

## География
Селото е разположено в Църнощичкия дълбок дол, който събира водите си от северните склонове на връх Цръноок (1874 м), от западните склонове на Петрови чуки (продължение на Цръноок) и от източните склонове на Пейна чука (1491 м). Образуваната по този начин рекичка носи името Църнощички дол, която се слива при църквата с Дукатската река, идваща от запад и под общото име Църнощичка река се вливат в Любатска река. По течението си река Църнощички дол образува няколко красиви водопадчета, едното от които е с височина 5 метра.
Преди много години в реката е имало много риба, но поради изсичането на горите е почти изчезнала. Имало е и много борови гори, които също са изчезнали. Останали са само две стари дървета. Едното е в Петковска махала, а другото – при църквата. Дебелината на този при църквата надхвърля 4 метра.

## История
Църнощица се споменава в османотурски документ от 1576 година под името Чернощиче. В Църнощица е роден Стоян Радойков, български учител в Кюстендилско между 1860 и 1878 година.

## Население
- 1948- 706
- 1953- 746
- 1961- 611
- 1971- 494
- 1981- 358
- 1991- 261
- 2002- 190
- 2011- 144

### Етнически състав
Според официалните данни от преброяването в Сръбия през 2002 година етническият състав на жителите на Църнощица е следният:
| Националност | Брой | Процент |
| българи      | 105  | 55,26%  |
| югославяни   | 43   | 22,63%  |
| сърби        | 8    | 4,21%   |
| македонци    | 2    | 1,05%   |

За етническата принадлежност на 32 жители на селото няма данни.

## Редовни събития
В миналото традиционният събор на селото се е провеждал на Мистровден, празника на Свети Нестор.

## Личности
Родени в Църнощица
- Миле Стоименов Груев, български войник, младши подофицер, 13-и пехотен полк, 1. рота, награден със знака на военния орден „За храброст“, III ст.; Войнишки кръст „За храброст“, ІІІ ст.[5]